# Championnats du monde de course en ligne de canoë-kayak de 1994
Navigation
Édition précédente Édition suivante
Les vingt-sixièmes championnats du monde de course en ligne de canoë-kayak se sont déroulés à Mexico (Mexique) en 1994.

## Podiums

### Hommes

#### Canoë
| Epreuve    | Or                                                                        | Temps | Argent                                                            | Temps | Bronze                                                                | Temps |
| C-1 200 m  | Nikolay Bukhalov (BUL)                                                    |       | Ervin Hoffman (HUN)                                               |       | Mikhail Slivinskiy (UKR)                                              |       |
| C-1 500 m  | Nikolay Bukhalov (BUL)                                                    |       | Imre Pulai (HUN)                                                  |       | Mikhail Slivinskiy (UKR)                                              |       |
| C-1 1000 m | Ivan Klementiev (LAT)                                                     |       | Nikolay Bukhalov (BUL)                                            |       | Victor Partnoi (ROU)                                                  |       |
| C-2 200 m  | BLR Aleksandr Maseikov Dmitri Dovgalenok                                  |       | Hongrie György Kolonics Csaba Horváth                             |       | France Olivier Boivin Sylvain Hoyer                                   |       |
| C-2 500 m  | Roumanie Gheorghe Andriev Grigore Obreja                                  |       | Hongrie György Kolonics Csaba Horváth                             |       | Bulgarie Blagovest Stoyanov Martin Marinov                            |       |
| C-2 1000 m | Allemagne Andreas Dittmer Gunar Kirchbach                                 |       | Hongrie Ferenc Novák Gáspár Boldiszár                             |       | Pologne Dariusz Koszykowski Tomasz Goliasz                            |       |
| C-4 200 m  | Russie Pavel Konovalov Andrey Kabanov Sergey Chemenov Aleksandr Kostoglod |       | Hongrie György Kolonics Csaba Horváth Attilia Szabó Ervin Hoffman |       | Tchéquie Petr Procházka Tomás Krivánek Roman Dittrich Waldemar Fibgir |       |
| C-4 500 m  | Hongrie Ervin Hoffman Attilia Szabó Gáspár Boldiszár Ferenc Novák         |       | Roumanie Marcel Glăvan Cosmin Pasca Antonel Borsan Florin Popescu |       | Slovaquie Slavomír Kňazovický Petr Pales Csaba Orosz Juraj Filip      |       |
| C-4 1000 m | Hongrie Imre Pulai György Kolonics Tibor Takács Csaba Horváth             |       | Roumanie Marcel Glăvan Cosmin Pasca Antonel Borsan Florin Popescu |       | Mexique Juan Martinez Antonio Romero Ramón Ferrer Benjamin Castaneda  |       |

#### Kayak
| Epreuve    | Or                                                                       | Temps | Argent                                                                  | Temps | Bronze                                                                  | Temps |
| K-1 200 m  | Sergey Kaleshink (BLR)                                                   |       | Vince Fehérvári (HUN)                                                   |       | Miguel Garcia (ESP)                                                     |       |
| K-1 500 m  | Zsolt Borhi (HUN)                                                        |       | Daniel Collins (AUS)                                                    |       | Knut Holmann (NOR)                                                      |       |
| K-1 1000 m | Clint Robinson (AUS)                                                     |       | Zsolt Borhi (HUN)                                                       |       | Knut Holmann (NOR)                                                      |       |
| K-2 200 m  | Pologne Maciej Freimut Adam Wysocki                                      |       | Roumanie Romică Şerban Daniel Stojan                                    |       | Allemagne Kay Bluhm Torsten Gutsche                                     |       |
| K-2 500 m  | Allemagne Kay Bluhm Torsten Gutsche                                      |       | Hongrie András Rajna Attila Adrovicz                                    |       | Australie Martin Hunter Clint Robinson                                  |       |
| K-2 1000 m | Danemark Jesper Staal Thor Nielsen                                       |       | Italie Antonio Rossi Daniele Scarpa                                     |       | Hongrie István Bee István Szijarto                                      |       |
| K-4 200 m  | Russie Anatoliy Tishchenko Oleg Gorobiy Sergey Verlin Viktor Denisov     |       | Roumanie Floran Scoica Sorin Petcu Martin Popescu Geza Magyar           |       | Ukraine Mikhail Slivinskiy Andrey Petrov Yuriy Kichayev Andrey Borzukov |       |
| K-4 500 m  | Russie Viktor Denisov Anatoliy Tishchenko Sergey Verlin Oleg Gorobiy     |       | Roumanie Floran Scoica Sorin Petcu Martin Popescu Geza Magyar           |       | Hongrie Gábor Horváth Ferenc Csipes Zoltán Antal Robert Hegedus         |       |
| K-4 1000 m | Russie Viktor Denisov Anatoliy Tishchenko Aleksandr Ivannik Oleg Gorobiy |       | Pologne Piotr Markiewicz Grzegorz Kotowicz Adam Wysocki Marek Witkowski |       | Allemagne Thomas Reineck Oliver Kegel André Wohllebe Mario von Appen    |       |

### Femmes

#### Kayak
| Epreuve   | Or                                                                  | Temps | Argent                                                              | Temps | Bronze                                                             | Temps |
| K-1 200 m | Rita Köbán (HUN)                                                    |       | Anna Olsson (SWE)                                                   |       | Caroline Brunet (CAN)                                              |       |
| K-1 500 m | Birgit Schmidt (GER)                                                |       | Rita Köbán (HUN)                                                    |       | Josefa Idem (ITA)                                                  |       |
| K-2 200 m | Hongrie Eva Donusz Eva Laky                                         |       | Allemagne Birgit Schmidt Daniela Gleue                              |       | Pologne Barbara Hacjel Elzbieta Urbanzyk                           |       |
| K-2 500 m | Pologne Elzbieta Urbanzyk Barbara Hacjel                            |       | Hongrie Kinga Czigany Szilvia Mednyanszky                           |       | Allemagne Birgit Schmidt Daniela Gleue                             |       |
| K-4 200 m | Hongrie Eva Donusz Szilvia Mednyanszky Eva Laky Rita Köbán          |       | Allemagne Birgit Schmidt Anett Schuck Ramona Portwich Daniela Gleue |       | Canada Caroline Brunet Klari McAskill Alison Herst Corrina Kennedy |       |
| K-4 500 m | Allemagne Birgit Schmidt Ramona Portwich Anett Schuck Daniela Gleue |       | Hongrie Kinga Czigany Eva Donusz Rita Köbán Szilvia Mednyanszky     |       | Suède Anna Olsson Suzanne Rosenquist Maria Haglund Ingela Ericsson |       |

## Tableau des médailles
| Rang  | Nation    | Or | Argent | Bronze | Total |
| ----- | --------- | -- | ------ | ------ | ----- |
| 1     | Hongrie   | 6  | 12     | 2      | 20    |
| 2     | Allemagne | 4  | 2      | 3      | 9     |
| 3     | Russie    | 4  | 0      | 0      | 4     |
| 4     | Pologne   | 2  | 1      | 2      | 5     |
| 5     | Bulgarie  | 2  | 1      | 1      | 4     |
| 6     | BLR       | 2  | 0      | 0      | 2     |
| 7     | Roumanie  | 1  | 5      | 1      | 7     |
| 8     | Australie | 1  | 1      | 1      | 3     |
| 9     | Danemark  | 1  | 0      | 0      | 1     |
| 10    | Lettonie  | 1  | 0      | 0      | 1     |
| 11    | Italie    | 0  | 1      | 1      | 2     |
| 12    | Suède     | 0  | 1      | 1      | 2     |
| 13    | Ukraine   | 0  | 0      | 3      | 3     |
| 14    | Canada    | 0  | 0      | 2      | 2     |
| 15    | Norvège   | 0  | 0      | 2      | 2     |
| 16    | Tchéquie  | 0  | 0      | 1      | 1     |
| 17    | France    | 0  | 0      | 1      | 1     |
| 18    | Mexique   | 0  | 0      | 1      | 1     |
| 19    | Slovaquie | 0  | 0      | 1      | 1     |
| 20    | Espagne   | 0  | 0      | 1      | 1     |
| Total | Total     | 24 | 24     | 24     | 72    |